# Tallador de mosaic hidràulic

Primera talladora RUBI creada pels Germans Boada

El Tallador de mosaic hidràulic és un aparell que serveix per tallar el mosaic hidràulic. Va ser inventat pels Germans Boada, fundadors de l'empresa Germans Boada S.A. amb seu a la ciutat de Rubí i planta productiva situada a Santa Oliva, a la comarca del Penedès. El 1951 l'Estat Espanyol li'n concedeix la patent d'invenció. En aquests moments l'eina es conserva a l'Espai Temàtic d'Eines per la Construcció que l'empresa té a Santa Oliva.

## Història
La denominació TS, marca registrada de Germans Boada SA prové de dos conceptes: T, tallador, i S, separador; és a dir, "tallador amb separador". Quan els germans Boada van fer evolucionar la seva màquina per al tall del mosaic hidràulic cap a una per al tall de la ceràmica, que en aquells moments es fabricava pel sistema de bicocció (cocció de rajola amb posterior cocció de l'esmalt), van realitzar una primera màquina que van referenciar amb la sigla T.
A aquesta màquina-eina, un producte híbrid entre el tallador de mosaic hidràulic i la futura TS, li mancava el separador. Això vol dir que es procedia al ratllat de la rajola per la banda esmaltada i posteriorment es partia amb un cop sobre el trencador, sobre els suports o els eixos de la màquina o, perquè no, l'operari li donava un cop amb el genoll o la cama, amb les conseqüències negatives evidents per a la salut traumatològica del professional.
La màquina muntava un separador estàtic en forma d'U i era coronat per una barra quadricular que poques vegades s'utilitzava. Va ser llavors quan es va crear el separador S, i se’l va incorporar a la màquina T. Va ser una autèntica revolució en el procés de tall de la ceràmica i el tallador TS es va estendre per tot el mercat mundial.
Més endavant es redissenyà la màquina i per mitjà d'investigacions àrdues amb materials i la seva aplicació es va crear el separador N i més endavant, el separador N-Plus (capaç de desenvolupar fins a 750 kg de força durant la separació). Tot això li va donar a la màquina TS unes prestacions veritablement extraordinàries.
Una versió més moderna d'aquesta eina guanyaria un Premi Delta el 1984.
En l'actualitat el tallador de ceràmica TS ha evolucionat amb múltiples versions com el TX o el TR tots dos de la casa RUBI, per poder tallar nous materials actuals de gran duresa com el Gres porcelànic.